# Sabrina Sultana
Sabrina Sultana (bengalisch সাবরিনা সুলতানা; geb. 1. März 1975 in Bangladesch) ist eine ehemalige bangladeschische Sportschützin.
Sie trat bei den Olympischen Sommerspielen 2000 in Sydney an. In den Wettbewerben 10 m Luftgewehr und Dreistellungskampf mit dem Kleinkaliber über 50 m kam sie auf Platz 46 bzw. 38. Sie fungierte auch als Fahnenträgerin bei der Eröffnungszeremonie.